# Adolf Galland
 (novembre 2018).
Pour les articles homonymes, voir Galland.
Adolf Galland, né le 19 mars 1912 à Westerholt, aujourd'hui Herten, en province de Westphalie, et mort le 9 février 1996 à Remagen-Oberwinter, en Rhénanie-Palatinat (Allemagne), est un aviateur allemand, as de l'aviation durant la Seconde Guerre mondiale. Pilote de chasse puis commandant de la chasse allemande à partir de 1942, il est titulaire de 104 victoires homologuées.

## Biographie

### Jeunesse et formation
Adolf Galland est né dans une famille d'ascendance huguenote française originaire de Veynes (Hautes-Alpes) qui avait fui la France après la révocation de l'édit de Nantes. Parmi ses ascendants, Jean Galland est pasteur à Corps (Isère) et à Freissinières (Hautes-Alpes) vers la fin du XVIIe siècle. À sa mort, son fils Jacques, apothicaire et chirurgien à Veynes, s'exile après la révocation de l'édit de Nantes, en 1685. Avec sa mère, Charlotte Gondre, son épouse, Isabeau Jordan et ses deux filles, il s’installe à Karlshafen où il meurt en 1719.
Adolf Galland est le deuxième des quatre fils d'un gérant de domaine. Il fait ses premières expériences aéronautiques dans sa région natale en pilotant des planeurs, battant plusieurs records.
En février 1932, reçu au concours d'entrée (18 reçus sur 4 000 candidats), Galland intègre l'école de pilotage de l'aviation civile à Brunswick mais, en 1933, il bénéficie d'un entraînement ultra-secret de pilote de chasse en Italie, l'Allemagne n'ayant pas, à cette époque, le droit d'entretenir une armée de l'air en vertu du traité de Versailles. En février 1934, il devient une recrue du régiment d'infanterie no 10 à Dresde. Après avoir suivi avec succès les cours de l'école de guerre, il est nommé sous-lieutenant à la fin de 1934. En mars 1935, Galland est affecté à l'escadre Jagdgeschwader 2 ou JG 2, 2e escadre de chasse Richthofen alors basée à Döberitz. En octobre 1935, il s'écrase lors d'un entraînement à la voltige, ce qui lui vaut un nez déformé et une acuité visuelle réduite. De ce fait, il est d'abord déclaré inapte au vol, mais il obtient néanmoins l'autorisation de continuer à voler après avoir triché lors d'un examen de la vue très rigoureux.

### Guerre d'Espagne
Galland participe, au sein de la légion Condor, à la guerre d'Espagne aux côtés des troupes de Franco. Après quinze mois, il est relevé par Werner Mölders. Bien qu'il n'ait pas participé au bombardement de Guernica, il défend cette attaque après la guerre comme étant une attaque tactique manquée de la Luftwaffe. Selon lui, cette attaque visait un pont routier situé à proximité de la commune et servant au ravitaillement des troupes républicaines. Galland donne comme explication, dans son livre Les Premiers et les Derniers, que la visibilité était mauvaise à cause des nuages de fumée produits par des explosions et que les systèmes de visée des bombardiers étaient encore primitifs.
Il est à noter que Galland s'exprime en termes peu favorables, dans son livre sur le côté « nationaliste » (côté franquiste), de la guerre civile espagnole et qu'il rapporte l'opinion de ses camarades, les aviateurs allemands de la légion Condór (y compris ceux du bombardement) : « Nous nous battons du mauvais côté ».

### Seconde Guerre mondiale

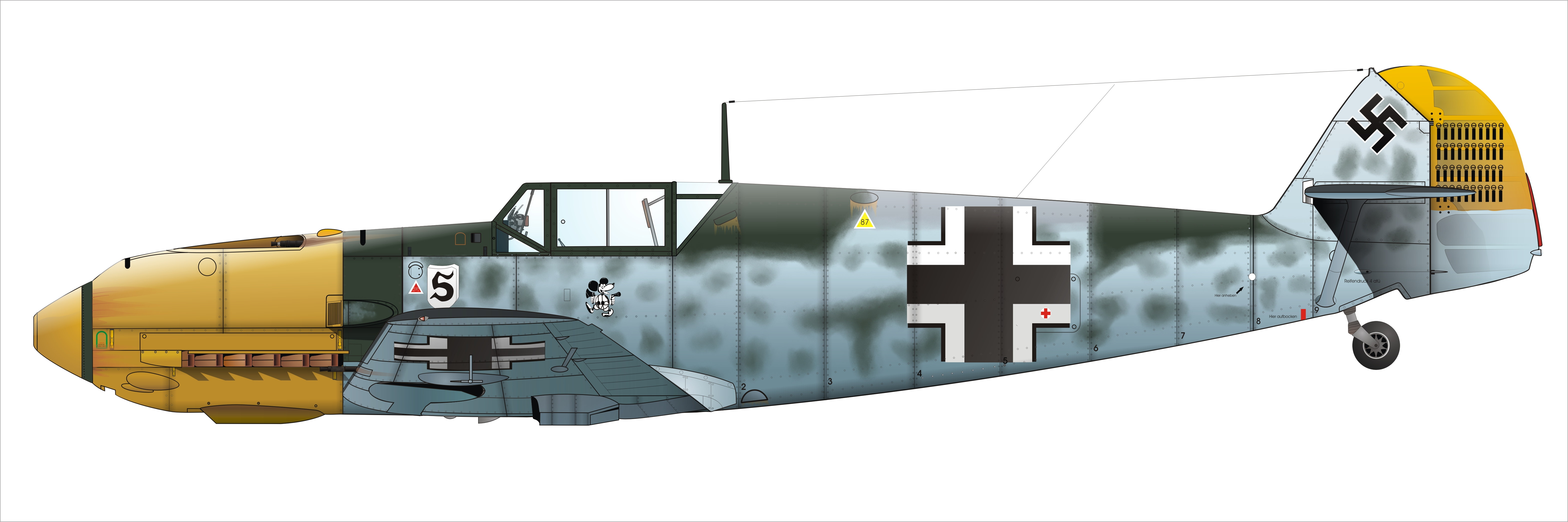
Messerschmitt Bf 109 E-4 d'Adolf Galland, été 1940, Stab/JG 26.

Le 12 mai 1940, Galland obtient ses trois premières victoires aériennes au-dessus de la Belgique contre des Hawker Hurricane de la Royal Air Force et non de la Force aérienne belge, comme il l'avait cru. En juin 1940 Galland devient commandant du 3e groupe du Jagdgeschwader (escadre de chasse) 26 Schlageter. Le 28 juillet 1940, il est promu Major et, le 24 septembre 1940, il obtint sa 40e victoire. Il est promu lieutenant-colonel le 1er novembre 1940 et colonel le 8 décembre 1940.
Il rencontre en 1941 les pilotes britanniques abattus et capturés Douglas Bader et Robert Stanford Tuck, qu'il invite sur sa base à Saint-Omer.[réf. nécessaire]
Galland sait également tenir tête à sa hiérarchie lorsqu'il estime que les décisions prises sont insensées, en particulier les changements inconsidérés de stratégie dans la bataille d'Angleterre. À Göring, qui s'adresse à ses pilotes pour leur demander ce qu'il peut faire pour eux, Galland répond « Herr Reichsmarschall, geben Sie mir eine Staffel Spitfire » - « Monsieur le Maréchal du Reich, donnez moi une escadrille de Spitfire, ». Quelques jours plus tard, Göring fait mettre un Spitfire à la disposition de Galland, un aviateur anglais ayant atterri du mauvais côté de la Manche quelques jours plus tôt. Galland essaie l'avion, le fait peindre aux couleurs de la Luftwaffe et obtient même une victoire avant qu'il soit détruit au combat. À l'issue de son essai, Adolf Galland reconnaît que, finalement, le Messerschmitt est 20 à 30 km/h plus rapide que le Spitfire.
Après sa 94e victoire aérienne, le 28 février 1942, il devient le premier soldat de la Wehrmacht, suivi de Werner Mölders, à obtenir les brillants pour sa croix de chevalier de la croix de fer. Il avait été le premier décoré des « épées » (deux épées croisées sous deux (ou trois) feuilles de chêne), grade de cette décoration précédant « les brillants » (les feuilles de chêne étant garnies de brillants). Ces grades successifs correspondent à une longue tradition pour certaines décorations allemandes ou prussiennes.
Fin 1941, le colonel Galland est nommé à la tête de l'inspection de la chasse en tant que General der Jagdflieger (littéralement : « général des pilotes de chasse », donc « général de la chasse ») en remplacement de son camarade Werner Mölders, qui venait d'être tué comme passager dans un accident d'avion. Il remplit cette mission également avec succès. Il réussit, entre autres, à assurer la protection aérienne contre la Royal Air Force des croiseurs de bataille Scharnhorst et Gneisenau ainsi que du croiseur lourd Prinz Eugen lors de leur passage le long de toute la Manche et par l'étroit « pas de Calais » pour leur transfert de Brest en Allemagne puis en Norvège (opération Cerberus, « Donnerkeil » pour la Luftwaffe), opération qui prend par surprise la marine et l'aviation britanniques ainsi que l'artillerie lourde côtière d'Angleterre, ce qui fait grand bruit en Grande-Bretagne. Le 19 novembre de la même année, il est promu au grade de Generalmajor. À 30 ans, Adolf Galland devient ainsi le plus jeune Generalmajor de toute la Wehrmacht.
En avril 1943 est essayé avec succès le prototype du chasseur à réaction Messerschmitt Me 262. Galland comprend tout de suite, comme beaucoup d'autres officiers expérimentés au combat, que cet avion doit être rapidement affecté à la défense du Reich pour contrer les attaques de plus en plus massives des B-17 forteresses volantes et des Consolidated B-24 Liberator de la 8e Air Force. Adolf Hitler ne l'entend pas ainsi et veut employer le Me 262 en tant que bombardier rapide pour repousser une éventuelle offensive alliée et lancer des « représailles » contre l'Angleterre. Galland parvient tout de même, après avoir menacé de démissionner, à imposer l'utilisation de cet avion comme chasseur au sein du groupe expérimental « Nowotny » (« Erprobungsgruppe Nowotny ») fin 1944.
En septembre 1943, on lui donne encore le commandement de la chasse de nuit. Il a ainsi sous sa responsabilité six fronts différents ainsi que toutes les unités de chasse opérationnelles, chasse de jour ou chasse de nuit.
Le 1er novembre 1944, Galland est nommé Generalleutnant pour ses qualités de chef de la chasse.
La pression exercée sur lui devient de plus en plus forte et on[Qui ?] lui reproche ainsi de ne pas être intervenu avec plus d'insistance auprès du Reichsmarschall Göring pour défendre de jeunes camarades traduits en cour martiale, le plus souvent sans raison valable.
Fin janvier 1945, après la coûteuse opération Bodenplatte, il est limogé de son poste de General der Jagdflieger et remplacé par Gollob, à la suite de différends insurmontables avec Göring. Göring lui impose de se suicider, ce qui n'est empêché qu'à la dernière minute, en pleine nuit, par une intervention de Hitler en personne. Galland reçoit alors la nouvelle mission, sur l'insistance de Hitler lui-même, de constituer le JV 44 ou « Jagdverband 44 », une unité composée essentiellement de Me 262. Beaucoup des meilleurs pilotes de chasse allemands se portent volontaires pour intégrer cette unité d'élite, et ce peu de temps avant la fin de la guerre avec une défaite allemande qui devient de plus en plus inéluctable. Ils ne croient pas changer le résultat de la guerre mais ils veulent piloter cet avion prodigieux, qui a une dizaine d'années d'avance sur son époque, prouver sa supériorité écrasante et se battre jusqu'à la fin. On dit avec humour que la croix de chevalier de la croix de fer, décoration rarement décernée, fait partie de l'uniforme de cette unité.
Galland vit les deux dernières semaines de la guerre dans un hôpital militaire en Bavière, après avoir été blessé à une jambe, le 26 avril 1945, par une rafale tirée par un P-51 Mustang américain. Il est capturé dans cet hôpital et transféré par les Américains au Royaume-Uni, où il passe deux années en tant que prisonnier de guerre. Deux de ses frères, également pilotes, le Major Wilhelm-Ferdinand Galland (en) (54 victoires) et le Leutnant Paul Galland (en) (17 victoires), ont été tués au sein de l'escadre JG 26. Fritz, son frère aîné, également pilote de chasse et de reconnaissance, survit à la guerre.

### Après-guerre
À partir de 1948, Galland travaille pendant six ans comme conseiller technique auprès de l'Armée de l'air argentine avant de retrouver l'Allemagne en 1955. Il y devient consultant industriel et membre du directoire de trois entreprises aéronautiques et d'une société de transport par hélicoptère.
Galland est également connu pour sa passion pour les cigares, à laquelle il renonce à contrecœur en 1963 sur les conseils pressants de son médecin. Le support à cigare installé dans le cockpit de son Messerschmitt Bf 109 pour pouvoir conserver le cigare allumé avant de mettre son masque à oxygène est devenu légendaire.
En 1969, il apparaît, en tant que conseiller technique et tactique, au générique du film de guerre La Bataille d'Angleterre.
Proche du pilote britannique Douglas Bader, qu'il a connu pendant la détention de ce dernier en France, il l'invitera à une réunion d'anciens de Luftwaffe, au cours de laquelle l'officier anglais aurait laissé échapper « Bon Dieu, je ne pensais pas qu'on avait laissé autant d'enfoirés en vie ! ».  Galland fera partie des nombreuses personnes qui assisteront à l'enterrement de Bader en 1982, interrompant un voyage professionnel en Californie pour être présent.
Adolf Galland meurt à Oberwinter à côté de Remagen le 9 février 1996.

### Vie familiale
Le 12 février 1954, Adolf Galland épouse Sylvinia von Dönhoff, elle-même veuve de Harald von Hirschfeld, dont il divorce en 1963. La même année, il épouse sa secrétaire Hannelies Ladwein avec qui il a deux enfants. Divorcé de Hannelies Ladwein, Galland épouse en 1984 Heidi Horn, qui sera sa dernière épouse.

## Décorations
- Décorations espagnoles :
  - Medalla de la Campaña
  - Medalla Militar
- Décorations allemandes :
  - Croix d'Espagne avec épées en or et brillants (7 juin 1939)
  - Insigne de pilote-observateur en or avec brillants
  - Barrette de vol au combat pour les chasseurs avec barrette« 400 » (nombre de missions)
  - Insigne des blessés en Noir
  - Croix de fer de 2e classe (15 septembre 1939)
  - Croix de fer de 1re classe (22 mai 1940)
  - Croix de chevalier de la croix de fer avec feuilles de chêne, glaives et brillants
    - croix de chevalier (29 juillet 1940)
    - feuilles de chêne (24 septembre 1940)
    - glaives (21 juin 1941)
    - brillants (28 janvier 1942)

  - Sept citations au Wehrmachtsbericht (« Ordre du jour de la Wehrmacht » : 16 août 1940, 25 septembre 1940, 2 novembre 1940, 18 avril 1941, 22 juin 1941, 30 octobre 1941, 15 février 1942)